# Ngựa vằn bờm thưa
Ngựa vằn bờm thưa (Danh pháp khoa học: Equus quagga borensis) là một phân loài của ngựa vằn đồng bằng, chúng có đặc trưng so với những anh em của chúng là có một cái bờm dựng đứng và có ít lông hơn hẳn, gần như trơ trụi do đó chúng được gọi là ngựa vằn bờm thưa (Maneless zebra). 

## Phân bố
Chúng sinh sống rộng rãi trên các phần phía bắc của miền đông châu Phi. Chúng dao động ở phía tây bắc Kenya, từ Guas ngishu và Hồ Baringo tới khu Karamoja, Uganda. Nó cũng được tìm thấy ở miền đông Nam Sudan, phía đông của sông Nile, ví dụ như trong Vườn Quốc gia Boma. Biên giới phía bắc của phân loài nằm trong khoảng 32 °N đánh dấu giới hạn phía bắc của toàn bộ loài.
Những con ngựa vằn bờm thưa được mô tả lần đầu vào năm 1954 bởi ông Tony Henley, sau đó một cơ quan chức năng của Uganda bảo hộ có trụ sở tại Moroto và phụ trách các huyện Karamoja. Gần đây các con vật trong Vườn quốc gia Kidepo Valley đã được nghiên cứu bởi Kidepo Wildlife Foundation.

## Đặc điểm chung
Chúng là phân loài chuyên sống thành bầy ở thảo nguyên đồng bằng châu Phi, chúng được biết đến nhiều nhất qua những sọc đen-trắng không thể lẫn vào đâu được. Bộ lông sọc đặc trưng mang lại cho ngựa vằn một số lợi ích nhất định. Ví dụ như với những hoa văn sọc trên người, chúng trở nên khác lạ đối với những loài động vật khác đồng thời cũng giúp chúng dễ xác định lẫn nhau và khi ở trong một đàn lớn, những cái sọc này sẽ khiến kẻ thù gặp khó khăn trong việc cách ly một con ngựa riêng lẻ ra để tấn công.
Giống như tất cả các con ngựa vằn, chúng có sọc đen đậm, dày và trắng, và không có chuyện có hai cá thể nhìn chính xác như nhau. Chúng cũng có những họng đen hoặc tối. Bộ lông của một con non con khi sinh là nâu và trắng. Tất cả đều có sọc dọc trên các bộ phận trước của cơ thể, mà có xu hướng hướng về ngang trên thân sau. Bằng chứng phôi thai đã chỉ ra rằng màu nền của ngựa vằn là đen và trắng là một sự bổ sung. Đã có những đột biến khác nhau của bộ lông thú của ngựa vằn, từ chủ yếu là màu trắng để chủ yếu là màu đen những con ngựa vằn bạch tạng hiếm đã được ghi nhận ở Kenya.
Cũng như các loài ngựa vằn khác, chúng có tính hung dữ, khó thuần hóa, thiên tính của chúng rất khó đoán trước được, thường thích đá lại hay cắn. Việc dạy cho ngựa vằn cách học kéo xe cũng vậy, chúng rất dễ kinh hãi dưới áp lực. Và khi chúng bắt đầu trưởng thành thì những con ngựa vằn thường dữ hơn những con ngựa thông thường rất nhiều. Điều đặc biệt nguy hiểm từ những con ngựa vằn là khi cắn chúng thường sẽ không nhả, nên nuôi dưỡng ngựa vằn được xếp vào một trong những việc cực kì khó khăn. Ngoài ra, trong quần thể ngựa có cấu trúc phân cấp, kết cấu tập quán gia đình. Một con ngựa đầu đàn là con ngựa đực, tiếp đến có khoảng 6-7 con ngựa cái và thêm những con ngựa con. Những con ngựa này đều biết vai trò cũng như vị trí của chúng trong đàn. Chúng chịu sự chi phối của con ngựa đầu đàn, và sẵn sàng làm theo mọi điều khiển của nó, con người chỉ cần chế ngự thuần hóa duy nhất con ngựa đầu đàn thì có thể "dạy dỗ" luôn cả những con khác. Thế nhưng, ngựa vằn lại là một trong những loại không hề có lối sống này.
Một điều thú vị là sữa mẹ của con người, lại có rất nhiều điểm chung với chúng, Sữa ngựa vằn có thành phần và tỷ lệ khá giống với sữa mẹ của người, ngựa vằn đồng bằng cũng có loại sữa với thành phần tương tự như sữa của người, với 2,2% chất béo, 1,6% protein, 7% đường lactose và 89% nước. Sữa mẹ và sữa ngựa vằn đều có chung tính chất là nhiều nước và ít năng lượng, và phần lớn năng lượng đến từ đường lactose hơn là chất béo. Ngựa vằn tiến hoá trong điều kiện môi trường cực kỳ khô và nóng. Thông qua việc cung cấp thêm nước cho con non, ngựa vằn mẹ giúp con tận dụng được việc làm mát thông qua việc toát mồ hôi. Sữa của con người có thành phần dinh dưỡng khá giống sữa ngựa vằn, nhưng là kết quả bởi hàng loạt những thách thức sinh tồn rất khác mà loài người phải đương đầu trong quá trình tiến hóa, nếu so với ngựa vằn, những loài có quan hệ thân cận thường có thành phần sữa giống nhau hơn những loài khác xa nhau, mặc dù con người và ngựa vằn có rất ít điểm giống nhau, nhưng tỷ lệ cao trong thành phần sữa của ngựa vằn không phản ánh điều kiện khô nóng mà loài này tiến hoá

### Chức năng sọc
Các tế bào melanocyte dưới da có vai trò sản xuất sắc tố màu lông. Đối với ngựa vằn cũng vậy, các tế bào melanocyte này quyết định màu sắc của chúng. Dựa trên việc phân tích các tế bào sắc tố này trong giai đoạn phôi thai của ngựa vằn, màu đen của ngựa vằn là kết quả của kích hoạt sắc tố bởi tế bào melanocyte, trong khi đó màu trắng là kết quả của sự ức chế sắc tố. Điều đó cũng có nghĩa là màu đen chính là màu sắc chính của loài ngựa vằn, còn các sọc trắng là kết quả của sự ức chế các tế bào melanocyte khiến cho chúng không tạo ra được màu đen và do đó có các sọc trắng.
Màu sắc đặc biệt này có tác dụng rất lớn giúp chúng tồn tại trong điều kiện khắc nghiệt tại châu Phi. Màu sắc đen trắng xen kẽ giúp chúng làm giảm tới 70% nhiệt của ánh mặt trời hấp thụ vào cơ thể. Sọc ngựa vằn có chức năng truyền tín hiệu xã hội, ngụy trang vào lúc bình minh hoặc hoàng hôn trong môi trường đồng cỏ. Cách bố trí các sọc trên cơ thể ngựa vằn cũng tạo ra các dấu hiệu riêng cho mỗi con ngựa vằn giống như dấu vân tay của con người. Còn đối với ngựa vằn thì đó là các sọc ở vai hoặc cổ, giúp chúng nhận biết các thành viên trong đàn. Ngoài việc tự vệ, các đường kẻ sọc trên cơ thể ngựa vằn còn mang đến cho chúng một số thuận lợi khác. 

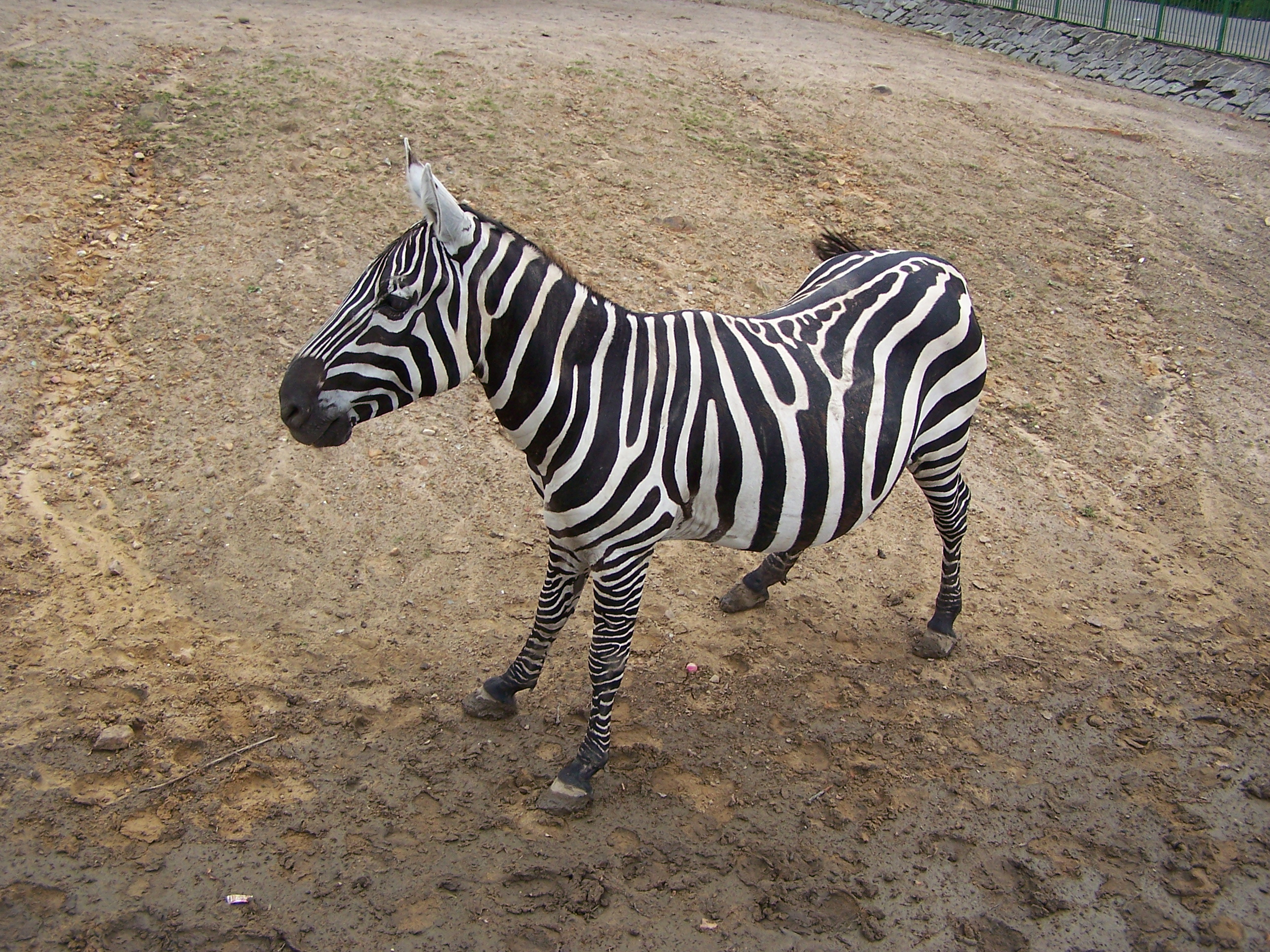
Ngựa vằn bờm thưa

Sọc vằn sẽ giúp một cá thể đơn lẻ nhanh chóng nhận ra bầy đàn nhờ những hoa văn bắt mắt đó như vậy sẽ giảm nguy cơ bị lạc đàn. Như vân tay người, hoa văn của mỗi con ngựa vằn đều khác nhau. Các hoa văn đó giúp các con ngựa nhận biết nhau dù ở khoảng cách khá xa. Vì vậy ngay từ khi mới sinh ra, ngựa con đã học cách nhận biết hoa văn trên cơ thể của các thành viên khác trong đàn. Các đường kẻ sọc giúp ngựa vằn ngụy trang thoát khỏi sự chú ý của các con thú ăn thịt đồng thời cũng là đặc điểm nhận dạng của bầy đàn.
Các hoa văn đó rất có ích cho sự tồn tại của loài động vật này ở vùng đồng cỏ. Nhờ sọc cơ thể con ngựa hòa lẫn với môi trường sống có nhiều cỏ. Các hoa văn này là một cách tự vệ tự nhiên. Những đường kẻ sọc sẽ giúp bảo vệ ngựa vằn khỏi các loài động vật ăn thịt nhờ tạo ra ảo ảnh quang học. Sọc ngựa vằn có thể tạo ra ảo ảnh quang học khi con vật di chuyển, giúp nó tránh khỏi sự tấn công của nhiều loại động vật ăn thịt và côn trùng sống ký sinh. Đặc điểm trên cơ thể loài ngựa vằn giúp chúng có thể tránh xa nhiều loài côn trùng hút máu, thậm chí cả ruồi những hàng sọc phản chiếu ánh sáng. Đặc điểm trên cơ thể loài ngựa vằn giúp chúng có thể tránh xa nhiều loài côn trùng chút máu
Khi ngựa vằn di chuyển sẽ tạo ra cảm nhận thông tin sai lệch cho chủ thể quan sát. Con người và nhiều loài động vật khác có hệ thần kinh phát hiện chuyển động dựa trên đường nét vật thể nên dễ bị hiểu nhầm, đánh giá sai chuyển động của con vật. Các sọc đen trắng của ngựa vằn có tác dụng rất lớn, giúp chúng sống sót trong điều kiện khắc nghiệt và trước các loài thú ăn thịt. Trái ngược với nhiều người nghĩ, màu sắc sặc sỡ của ngựa vằn có thể thu hút các loài thú ăn thịt khác như sư tử hay linh cẩu. Tuy nhiên thực chất thì các sọc đen trắng này lại giúp ngựa vằn đánh lạc hướng các loài này.
Màu trắng và đen trên cơ thể ngựa vằn rất nổi bật giữa đồng cỏ. Thậm chí những loài động vật không tinh nhạy trong việc nhận biết màu, như sư tử chẳng hạn, cũng có thể dễ dàng nhận thấy. Các vằn của con ngựa thường có hướng thẳng đứng ở nửa thân trước, riêng nửa thân sau thì có hướng nằm ngang. Khi các con ngựa đứng gần nhau, các hoa văn hòa lẫn và chồng khít vào nhau khiến kẻ khác khó có thể phân biệt từng con riêng biệt. Điều đó khiến con thú ăn thịt khó có thể xác định mà tách riêng từng con ngựa để tấn công.
Các sọc chéo rộng bên hông, đường kẻ sọc hẹp trên lưng và cổ ngựa vằn gây ra ảo giác khi con vật di chuyển, đặc biệt trong một đàn ngựa vằn lớn. Điều này giúp đánh lạc hướng động vật ăn thịt, làm sai lệch quá trình tiếp cận của động vật ký sinh. Khi những con ngựa vằn đứng tập hợp lại với nhau, với số lượng các sọc đen trắng lớn có thể đánh lừa các loài ăn thịt khác. Giống như một dạng ảo ảnh quang học, khiến cho 10 con ngựa vằn đứng gần nhau trông giống như một khối khổng lồ. Đánh lừa các loài ăn thịt và khiến chúng không dám tới gần.

### Chế độ ăn
Không giống như nhiều loài động vật móng guốc lớn khác ở châu Phi, các phân loài của ngựa vằn đồng bằng ưa thích (nhưng không nhất thiết cần có) cỏ ngắn để gặm. Kết quả là, phạm vi phân bổ của chúng rộng hơn so với nhiều loài khác, thậm chí cả trong các khu vực đồng rừng, và thông thường chúng là loài ăn cỏ đầu tiên xuất hiện ở các khu vực mới có cỏ mọc. Chỉ sau khi chúng đã gặm và dẫm nát các loài cỏ dài thì linh dương đầu bò và linh dương Gazelle mới đến. 

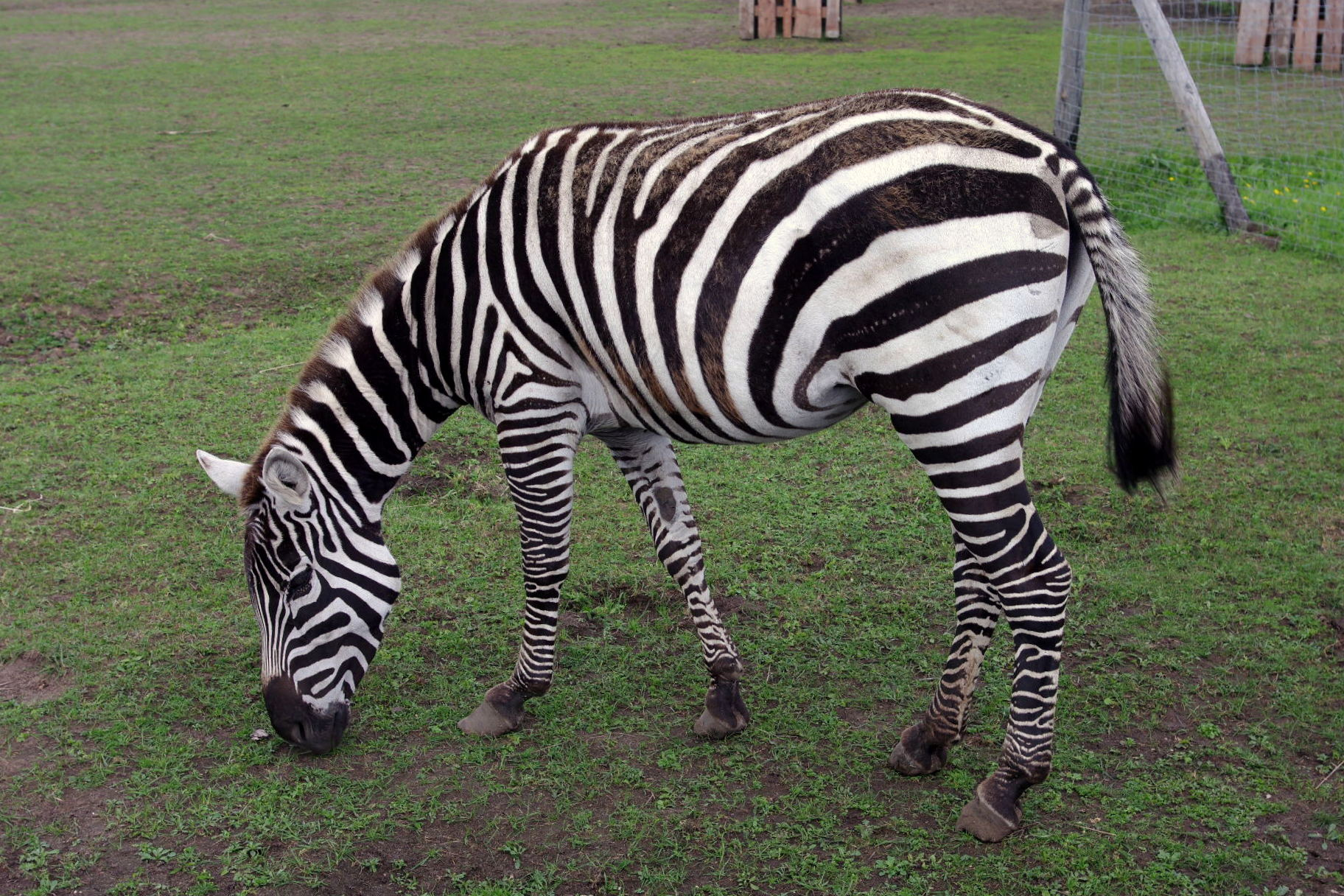
Một con ngựa vằn bờm thưa đang ăn cỏ

Tuy nhiên, để bảo vệ mình khỏi các kẻ thù thì ngựa vằn đồng bằng nghỉ ngơi qua đêm ở các khu vực trống trải có thể quan sát tốt về đêm. Chúng ăn nhiều loại cỏ khác nhau, ưa thích nhất là cỏ non và tươi khi có thể, nhưng chúng cũng ăn cả lá và cành non. Một ước tính, chế độ ăn của ngựa vằn được ước tính là 92% cỏ, 5% các loại thảo mộc, và 3% cây bụi.
Không giống như nhiều động vật móng guốc lớn của châu Phi, ngựa vằn đồng bằng không yêu cầu (nhưng vẫn thích) cỏ ngắn để gặm cỏ. Nó ăn một loạt các loại cỏ khác nhau, thích thú và cũng bứt lá và chồi theo thời gian. Kết quả là, nó có chế độ ăn dao động rộng rãi hơn so với nhiều loài khác, ngay cả khi vào rừng, và nó thường là các loài ăn cỏ đầu tiên xuất hiện trong một khu vực có thảm thực vật.
Các phân loài này có một dạ dày đơn giản và sử dụng quá trình lên men ruột sau, cho phép chúng tiêu hóa và hấp thụ một lượng lớn thức ăn gia súc trong một khoảng thời gian 24 giờ. Như vậy, chúng ít chọn lọc trong tìm kiếm thức ăn, nhưng chúng mất nhiều thời gian ăn. Ngựa vằn là một loài động vật đấy tiên phong và chuẩn bị đường cho vật ăn cỏ chuyên biệt hơn những loài mà phụ thuộc vào các loại cỏ ngắn hơn và bổ dưỡng hơn.

## Tập tính chung

### Tổ chức bầy
Ngựa vằn đồng bằng có tính sống tập thể cao và thông thường tạo ra các nhóm gia đình nhỏ bao gồm một con đực, một, hai hay vài con cái và các con non mới sinh gần thời gian đó. Các nhóm là vĩnh cửu và kích thước nhóm có xu hướng dao động theo môi trường sống: Ở những khu vực nghèo thức ăn thì các nhóm nhỏ hơn. Theo thời gian, các gia đình ngựa vằn đồng bằng nhóm lại với nhau thành các bầy đàn lớn, có thể với các nhóm khác hay với các loài ăn cỏ khác, chủ yếu là linh dương đầu bò. Bầy ngựa vằn sẽ trộn và di chuyển với nhau cùng với các loài khác như linh dương đầu bò. Linh dương đầu bò và ngựa vằn thường cùng tồn tại hòa bình và sẽ cảnh báo cho nhau để tránh kẻ thù. Tuy nhiên, sự tương tác tích cực thỉnh thoảng xảy ra.

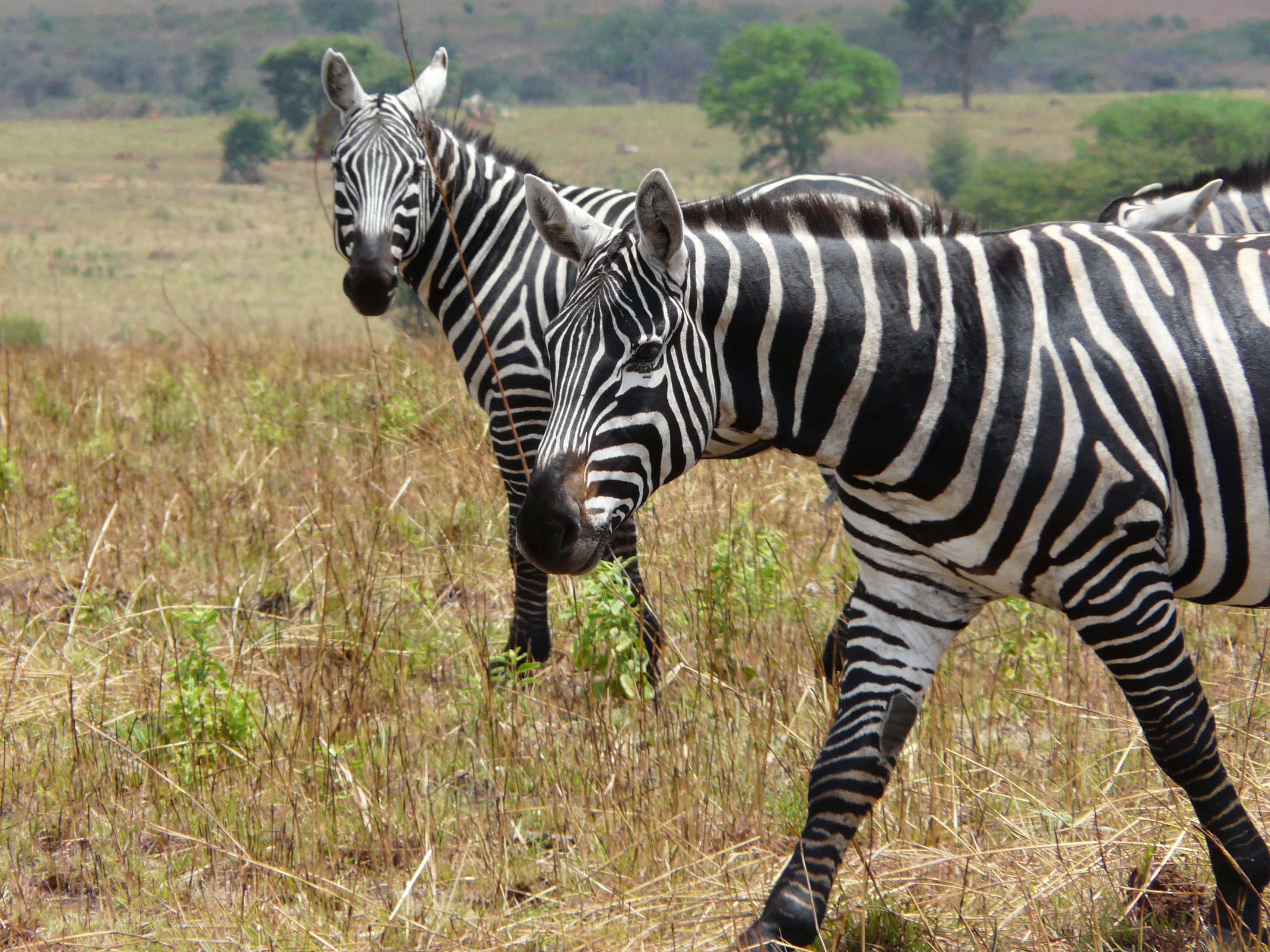
Hai con ngựa vằn bờm thưa

Các phân loài ngựa vằn đồng bằng là động vật có tính xã hội cao và thường tạo thành nhóm nhỏ gia đình được gọi là hậu cung, trong đó bao gồm một con ngựa đực duy nhất, một số ngựa cái, và con cái của chúng gần đây. Các thành viên trưởng thành của một hậu cung rất ổn định, thường còn lại với nhau trong nhiều tháng đến nhiều năm. Nhóm của tất cả các con đực độc thân cũng tồn tại.
Đây là nhóm ổn định 2-15 con đực với một tuổi dựa trên hệ thống phân cấp dẫn đầu bởi một con đực thành niên. Những con đực ở trong nhóm của chúng cho đến khi nó đã sẵn sàng để bắt đầu một hậu cung. Các con đực độc thân chuẩn bị cho vai trò người lớn của chúng với các trò chơi chiến đấu và nghi lễ thách thức, mà mất đến hầu hết các hoạt động của chúng.
Nhiều hậu cung và các nhóm độc thân đã đến với nhau để tạo thành bầy đàn. Ngoài ra, cặp hậu cung có thể tạo ra các phân nhóm tạm thời ổn định trong một bầy đàn, cho phép các cá thể tương tác với những người bên ngoài nhóm của chúng. Việc phối giống hình thành và mở rộng hậu cung của mình bằng cách bắt cóc con ngựa cái trẻ từ hậu cung khi sinh của chúng. Khi một con ngựa cái đến tuổi trưởng thành, nó sẽ phơi bày các tư thế kỳ động dục, nơi thu hút sự kích dục gần đó, cả hai con đọc thân và các con đầu đàn hậu cung. Bố mẹ của con ngựa cái đó (có khả năng con bố) sẽ xua đuổi hoặc đánh những kẻ độc dục đang cố gắng bắt cóc con gái của mình.
Loài ngựa vằn tại khu vực miền nam châu Phi lập kỷ lục chuyến di cư dài nhất trên lục địa với quãng đường lên đến 500 km. Ngựa vằn thực hiện chuyến di cư trên lục địa dài nhất từ trước đến nay trong thế giới động vật có vú. Quãng đường di cư của chúng lên đến 500 km tại khu vực bảo tồn thiên nhiên hoang dã Serengeti. Đây là chuyến di cư trên cạn lịch sử, dài nhất từ trước đến nay trong thế giới động vật có vú. Xu hướng di cư của loài ngựa vằn, đi trên đường thẳng so với các loài khác có lộ trình quanh co. Đó cũng là lý do vì sao quãng đường di cư của ngựa vằn thường dài hơn so với các loài động vật có vú, động vật hoang dã. 

### Chiến đấu
Ngay cả sau khi một con ngựa trẻ được phân lập từ hậu cung khi sinh, cuộc chiến trên của con cái vẫn tiếp tục cho đến khi chu kỳ động dục của mình và nó bắt đầu trở lại với chu kỳ động dục tiếp theo. Khi con ngựa cuối cùng rụng trứng, con đực đầu đàn cô giữ con ngựa cái thật chặt. Như vậy, con ngựa cái sẽ trở thành một thành viên thường trực của một hậu cung mới. Các tư thế kỳ động dục của một con cái trở nên ít chú ý đến con đực về bề ngoài khi cô bé lớn hơn, do đó sự cạnh tranh đối với con lớn tuổi là hầu như không tồn tại.
Một con ngựa đực sẽ bảo vệ nhóm của mình từ những con đực khác. Khi thử thách, những con ngựa giống đưa ra một cảnh báo trước kẻ xâm lược bằng cách cọ xát mũi hoặc vai với con xâm nhập. Nếu những cảnh báo không được chú ý đến, một cuộc chiến sẽ nổ ra. Những cuộc chiến của các phân nhóm ngựa vằn đồng bằng thường trở nên rất bạo lực, với các loài cắn vào cổ, đầu hoặc chân của nhau, vật lộn với nhau trên mặt đất, và thỉnh thoảng đá hậu. Đôi khi một con ngựa đực sẽ nằm yên trên mặt đất, nếu như đầu hàng, nhưng một khi con kia cho phép đứng lên, nó sẽ tấn công và tiếp tục chiến đấu. Hầu hết các cuộc chiến đấu xảy ra vì con ngựa cái động dục còn trẻ, và dài như một con ngựa giống hậu cung là lành mạnh, thường sẽ không được thử thách.
Có người còn được chứng kiến cuộc chiến giữa hai con ngựa vằn đực trong cùng một đàn ở Serangeti. Đầu tiên, hai con ngựa vằn đực trông khá thân thiện với nhau trên đồng cỏ. Nhưng khi một con đang gặm cỏ, bất ngờ con còn lại lẻn ra phía sau, cắn trộm vào đuôi hay vào chân nó Ngay sau đó, cuộc chiến giữa hai con ngựa vằn trở nên ác liệt khi chúng lao vào tấn công nhau. Một con thậm chí còn tung ra cú đá hậu trúng mặt đối phương. Cuộc chiến chỉ kết thúc sau khi một con chấp nhận đầu hàng và bỏ chạy.

### Sinh sản
Một con cái có thể cho ra đời một chú ngựa mỗi mười hai tháng. Đỉnh điểm sinh nở là trong mùa mưa. Con mẹ chăm sóc những chú ngựa cho đến một năm. Các con ngựa đực nói chung là không dung nạp ngựa con mà không phải của mình đẻ ra và nó sẽ hắt hủi những con non mồ côi. Có thể là con ngựa vằn sẽ giết trẻ sơ sinh tỷ lệ mắc đó đã được quan sát thấy trong cả hai cá thể bị giam cầm và trong tự nhiên. Trong bộ phim "Great Zebra Exodus," một con ngựa cái đã cố gắng để bảo vệ con ngựa của mình từ một con ngựa giống mới như cha của nó là một con ngựa đực bị bỏ rơi.
Cũng giống như ngựa, ngựa vằn có thể đứng, đi, chạy khỏi nguy hiểm, và bú ngay sau khi được sinh ra. Tại thời điểm khai sinh, một con ngựa vằn mẹ giữ cho bất kỳ ngựa vằn khác tránh xa con ngựa của mình, bao gồm cả những con ngựa đực, những con ngựa cái khác, và thậm chí cả con cái trước. Trong nhóm, một chú ngựa có thứ hạng tương tự như mẹ của nó. Ngựa con ngựa vằn được bảo vệ bởi mẹ của họ cũng như những con ngựa đực đầu và ngựa cái khác trong nhóm của chúng. Ngay cả với sự bảo vệ của cha mẹ, có đến 50% ngựa con không sống sót bởi bị ăn thịt, bệnh tật và chết đói mỗi năm.

### Tự vệ
Chúng là con mồi ưa thích của sư tử, báo săn, linh cẩu, chó rừng và cá sấu. Tuy nhiên, những vằn sọc trên người của ngựa vằn là cách ngụy trang giữa những đám cỏ xavan giúp chúng thoát khỏi những thú ăn thịt. Và nếu bị dồn vào đường cùng, ngựa vằn có thể chống trả lại. Đã không ít lần những con sư tử bị ngựa vằn đá gãy chân phải bỏ chạy. Động vật ăn thịt ngựa vằn cỡ lớn vùng đồng bằng là những con sư tử và linh cẩu đốm. Cá sấu sông Nin cũng là mối đe dọa rất lớn trong quá trình vượt sông di cư. Con chó hoang châu Phi, loài báo săn, và báo hoa mai cũng con mồi là con ngựa vằn, mặc dù các mối đe dọa do chúng tạo ra là thường nhỏ và hầu như bọn chúng chỉ tấn công ngựa con. Khỉ đầu chó Olive có thể săn ngựa con khi có cơ hội, nhưng không gây ra mối đe dọa nào cho con trưởng thành.
Thực sự chúng không phải là loài dễ dàng để kẻ khác tấn công. Ngựa vằn với cơ thể to lớn và khỏe mạnh có thể đánh đuổi những loài thú ăn thịt, kể cả những con báo. Sư tử là loài thú ăn thịt mà ngựa vằn cảm thấy sợ nhất. Tuy nhiên, khi tập trung lại thành nhóm, đàn ngựa vằn trở nên rất đáng sợ với thú săn mồi. Một đàn ngựa vằn đông đúc sẽ khiến con sư tử phải từ bỏ ý định đi săn. Ngựa vằn có thể là một kẻ thù ghê gớm của các loài ăn thịt, kể từ khi chúng có một vết cắn mạnh và một cú đá hậu trời giáng đủ để giết chết những kẻ săn mồi trên mặt đất. Chúng thường cố gắng để chạy vượt lên những kẻ săn mồi lớn như sư tử và linh cẩu đốm, trong khi chúng thường giữ vững vị trí của nó với những kẻ săn mồi nhỏ hơn.
Trong nhiều tình huống, những cú đá như trời giáng của chúng có thể khiến con sư tử dũng mãnh té lăn quay xuống đất. Những cú đá hậu trời giáng của ngựa vằn khiến ngay cả những con sư tử trưởng thành to lớn chấn thương và mất sức chiến đấu. Có con sư tử hộc máu sau cú đá hậu như trời giáng của ngựa vằn. Có những con sư tử đã bị một ngựa vằn tung cước đá lệch hàm khiến nó không thể đuổi theo săn mồi được nữa. Sau khi đuổi theo đàn ngựa vằn, sư tử không những không bắt được mồi mà còn phải chịu thương tích sau pha rượt đuổi.
Những con ngựa đực thường xuyên rèn luyện kỹ năng đá bằng 2 chân sau. Đôi khi, những con ngựa trong đàn cũng đấu với nhau để rèn luyện kỹ năng chiến đấu. Khi được 5 tuổi, các con ngựa đực chuẩn bị cho cuộc sống gia đình của riêng nó sau này. Những bài tập chiến đấu giữa các con ngựa đực diễn ra rất thường xuyên. Lớn thêm một chút nữa chúng sẽ có thể sử dụng thành thục kỹ năng đá bằng chân sau. Ngựa vằn là loài động vật ăn cỏ duy nhất trên đồng cỏ phát triển kỹ năng đá mạnh mẽ. Hàng ngày, chúng đều tập luyện kỹ năng đó bằng trò đá lẫn nhau. Ngựa vằn có được sức mạnh nhờ thường xuyên tham gia những cuộc rèn luyện như thế. Sự dũng mãnh đó sẽ được truyền lại cho thế hệ tiếp theo. Bằng cách tập hợp lại thành đàn đông, những con ngựa vằn có thể bảo vệ lẫn nhau. Mùa mưa cũng là mùa ngựa vằn nuôi con. Ngựa cái cố ăn thật nhiều cỏ để bồi dưỡng sức khỏe.